# بيوند غود أند إيفل
بيوند غود أند إيفل (بالإنجليزية: Beyond Good & Evil)‏ ، هي لعبة فيديو إلكترونية فرنسية من نوع مغامرات أكشن وخيال علمي، وهي من نشر شركة يوبي سوفت سنة 2003م، وتعمل لعدة أنظمة ومنها بلاي ستيشن 2 وإكس بوكس وجيم كيوب ومايكروسوفت ويندوز، وأعيدت الإصدار سنة 2011م لنظامي بلاي ستيشن 3 وإكس بوكس 360.